# Corynoptera plasiosetosa
Corynoptera plasiosetosa är en tvåvingeart som beskrevs av Werner Mohrig 1999. Corynoptera plasiosetosa ingår i släktet Corynoptera och familjen sorgmyggor. Inga underarter finns listade i Catalogue of Life.